# ブルグント王の一覧
ブルグント王の一覧では、2つのブルグント王国の王及びカロリング家全体による策謀の発展から来る政治的称号を与えられた人物の数を列挙する。 

## 民族大移動期

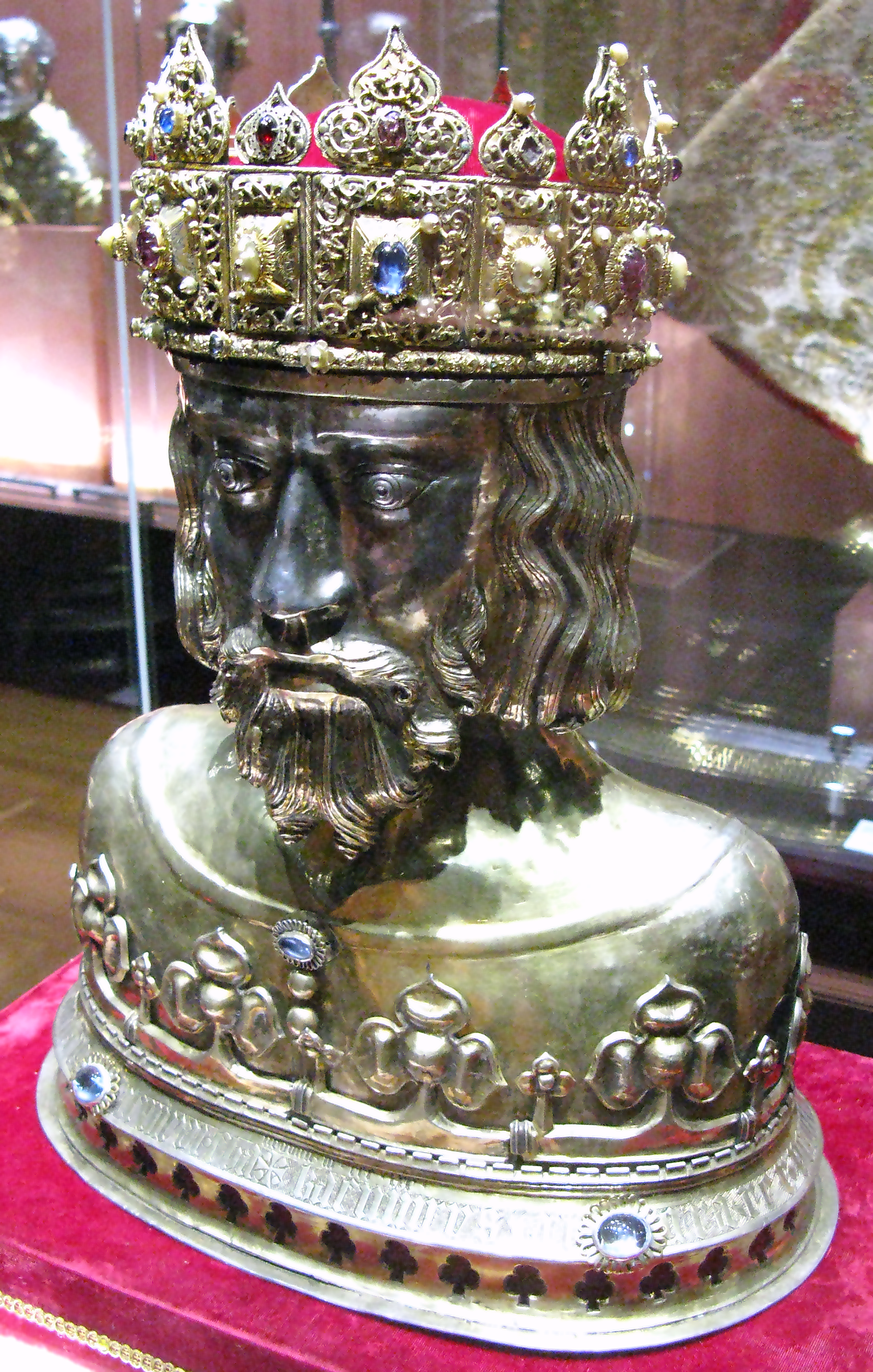
聖ジギスムントの胸像

300年頃にブルグント族はボーンホルム島を去りヴィスワ川流域に落ち着いた。ヨルダネスはヴィスワ川流域でブルグント族は4世紀にゲピード族に敗北したことでラインラントに移動したことを記述している。
- ゲビッカ（英語版）（4世紀後半 - 407年）
- グンダハール（407年 - 436年） - ゲビッカの息子
  - グンドマール（英語版）（407年 - 411年） - ゲビッカの息子
  - ギセルハール（英語版）（407年 - 411年） - ゲビッカの息子
- グンディオク（英語版）（436年 - 473年） - ローマ帝国の将軍アエティウスはブルグント族をサパウディア（上ローヌ川）に移動させた。
  - キルペリク1世 - 対立王。グンディオクの弟（443年 - c.480年）
- グンドバト（英語版）（473年 - 516年、リヨン、480年以降全ブルグントの王） - グンディオクの4人の息子達によって王国は分割された。
  - キルペリク2世（473年 - 493年、ヴァレンス）
  - ゴドマール1世（473年 - 486年、ヴィエンヌ）
  - ゴデギゼル（473年 - 500年、ヴィエンヌ及びジュネーヴ）
- ジギスムント（516年 - 523年） - グンドバトの息子
- ゴドマール2世ないしグンディマール2世（523年 - 532年） - グンドバトの息子

532年から534年にかけてブルグントは徐々にフランク王キルデベルト1世及びクロタール1世によって征服された。

## フランク王統治下のブルグント

### メロヴィング朝
- クロタール1世（534年 - 561年、南部） - 最終的にはフランク王国全体を統治した。
  - キルデベルト1世（534年 - 558年、中部）
  - テウデバルト1世（英語版）（534年 - 548年、北部）
- グントラム（561年 - 592年）
- キルデベルト2世（英語版）（592年 - 595年）
- テウデリク2世（英語版）（595年 - 613年）
- シギベルト2世（英語版）（613年）
- クロタール2世（613年 - 629年） - この王以降、一つの王のもとでネウストリアと統一されたが、行政は分割された（613年 - 751年）。
- ダゴベルト1世（629年 - 639年）
- クローヴィス2世（639年 - 658年）
- クロタール3世（658年 - 673年）
- キルデリク2世（673年 - 675年）
- テウデリク3世（679年 - 690年）
- クローヴィス4世（690年 - 694年）
- キルデベルト3世（694年 - 711年）
- ダゴベルト3世（711年 - 715年）
- キルペリク2世（715年 - 721年）
- テウデリク4世（721年 - 737年）
- 空位（737年 - 743年） - フランク王位と同時に空位となった。
- キルデリク3世（743年 - 751年）

### カロリング朝
843年のヴェルダン条約でフランク王国は分裂し、このときブルグントも分割された。シャルル2世はソーヌ川西部の小さい部分を相続した。この領域は公的にはregnum burgundiae（ブルグント王国）と呼ばれたが、フランス王は公を行政官として派遣したため、ブルゴーニュ公国ないしブルゴーニュとして知られるようになった。ロタール1世はソーヌ川東部の大部分を相続し、この部分はブルグント王国の名を保持した。855年にロタール1世が死ぬと遺領が息子達の間で分割され、ブルグント北部はロタール2世のロタリンギア王国領に、南部はシャルルのプロヴァンス王国領になった。ブルグント王位はロタール2世のロタリンギア王位に包含された。ロタール2世が死ぬと、メルセン条約によってロタリンギアは東西フランク王国に分割され、ブルグント王位はロタリンギア王位ともども空位となった。880年のリブモント条約でルートヴィヒ3世が全ロタリンギアを手に入れ、ブルグント王位を含むロタリンギア王位が復活した。
- ピピン3世（751年 - 768年）
- カールマン（768年 - 771年）
- カール大帝（771年 - 814年）
- ルートヴィヒ1世（814年 - 840年）
- ロタール1世（840年 - 855年、817年以降父のもとで統治）
- ロタール2世（855年 - 869年、ロタリンギア王）- ブルグント王位はロタリンギア王位に包含された。
- 空位（869年 - 880年） - ブルグント王位含むロタリンギアは、870年のメルセン条約によって東西フランク王国に分割された。
  - シャルル2世（869年 – 870年、西フランク王）- ロタリンギア王を僭称。メルセン条約によって即位宣言を取り下げる。
  - ボソ（879年 - 887年、キスユラブルグント（プロヴァンス）王）- ロタリンギア王と別に、ブルグント王を僭称。
- ルートヴィヒ3世(880年 – 882年、東フランク王) - リブモント条約により、ブルグント王位含む全ロタリンギアを獲得。
- カール3世(882年 – 887年、フランク王)

### ユーラブルグント王国
884年にカール3世は全フランクを相続によって統一した。しかし888年にカール3世が死ぬとフランク王国は再び分裂し、ブルグントも南北に分かれた。ブルグント北部（ユーラブルグント）の貴族及び聖職者達は聖マルタンのもとに集まり、古ヴェルフ家出身のオセール伯ルドルフ1世をブルグント王に推戴した。このブルグント王位はロタリンギア王位から分離されており、ロタリンギア王位は東フランク王アルヌルフが得た。ルドルフ1世は最初ロタリンギアを再統一しようとしたが、アルヌルフの抵抗に阻まれたため、上ブルグントの経営に専念した。933年にルドルフ2世はイタリア王位に対する自分の請求権をイタリア王国のユーグ・ダルルに譲渡する一方でブルグント南部を含むプロヴァンスを併合し、ブルグントは再統一された。
- ルドルフ1世（888年 - 912年）
- ルドルフ2世（912年 - 937年） - 933年に下ブルグント（キスユラブルグント王国、プロヴァンス王国）を併合
- コンラート（937年 - 993年）
- ルドルフ3世（993年 - 1032年）[1]

1032年にブルグント王国は神聖ローマ帝国に併合され、ブルグント王位もローマ王位に統合された。

## 神聖ローマ帝国としてのブルグント王国（アルル王国）

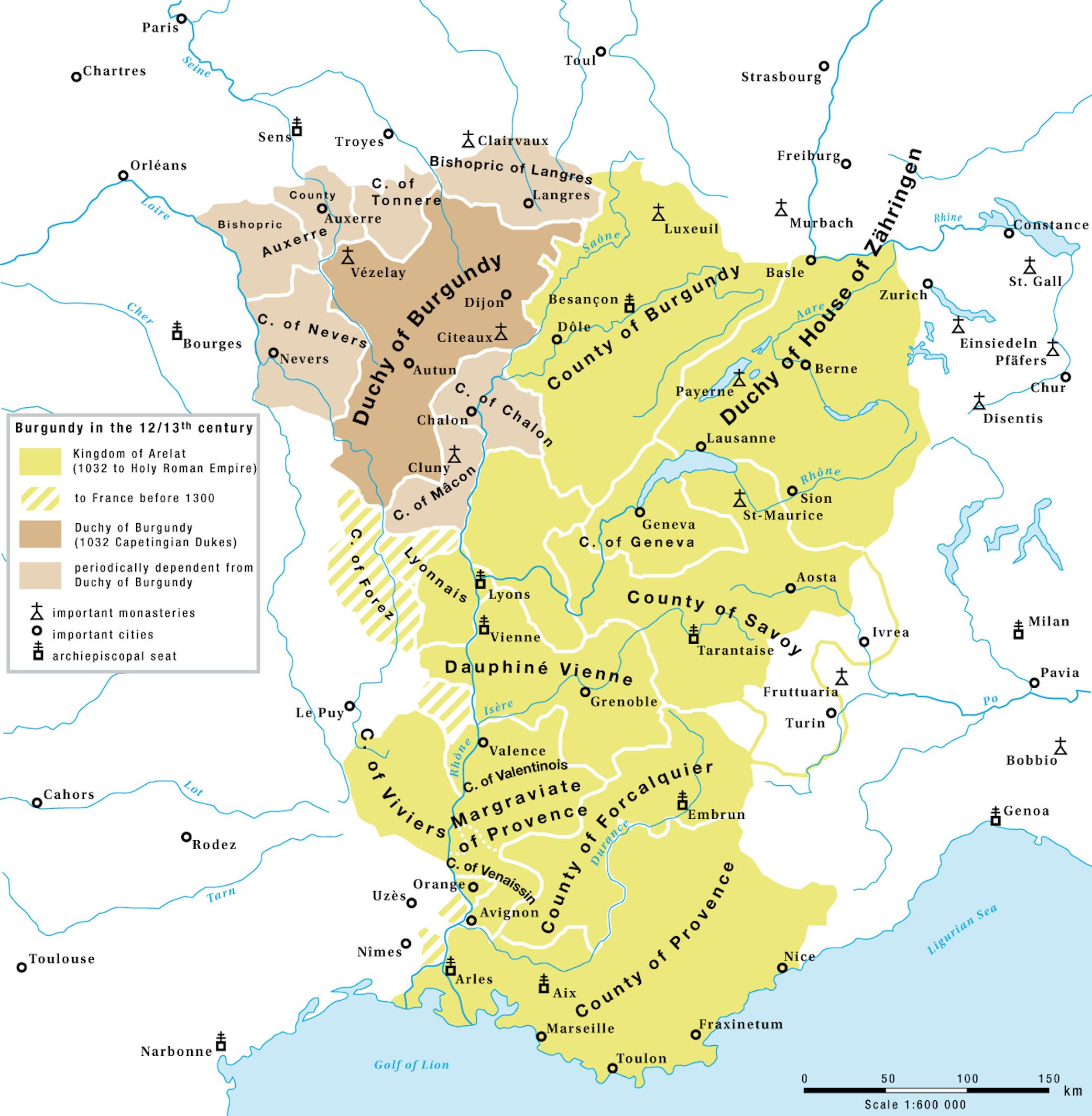
12世紀及び13世紀のアルル王国。

### ザーリアー朝
- コンラート2世（ブルグント王：1032年 - 1039年、神聖ローマ皇帝：1027年 - 1039年）
- ハインリヒ3世（ブルグント王：1039年 - 1056年、神聖ローマ皇帝：1046年 - 1056年）
- ハインリヒ4世（ブルグント王：1056年 - 1105年、神聖ローマ皇帝：1084年 - 1105年）
- ハインリヒ5世（ブルグント王：1105年 - 1125年、神聖ローマ皇帝：1111年 - 1125年）

### ズップリンブルク朝
- ロタール3世（ブルグント王：1125年 - 1137年、神聖ローマ皇帝：1133年 - 1137年）

### ホーエンシュタウフェン朝
- コンラート3世（ブルグント王：1138年 - 1152年）
- フリードリヒ1世（ブルグント王：1152年、神聖ローマ皇帝：1155年 - 1190年）
- ハインリヒ6世（ブルグント王：1190年、神聖ローマ皇帝：1191年 - 1197年）

- フィリップ（対立王：1198年 - 1208年）
- オットー4世（ヴェルフ家、対立王：1208年 - 1215年、神聖ローマ皇帝：1209年 - 1215年）

- フリードリヒ2世（ブルグント王：1212年、神聖ローマ皇帝：1220年 - 1250年）
- コンラート4世（ブルグント王：1237年 - 1254年、1250年まで父の支配下に置かれた）

### 大空位時代
- ヴィルヘルム・フォン・ホラント（対立王：1234年 - 1256年）
- リヒャルト（ブルグント王：1257年 - 1272年、コーンウォール伯） - 名目のみ

### 跳躍選挙
- ルドルフ1世（ブルグント王：1273年 - 1291年） - ハプスブルク家
- アドルフ（ブルグント王：1292年 - 1298年） - ナッサウ家
- アルブレヒト1世（ブルグント王：1298年 - 1308年） - ハプスブルク家
- ハインリヒ7世（ブルグント王：1308年 - 1313年、神聖ローマ皇帝：1312年 - 1313年） - ルクセンブルク家
- ルートヴィヒ4世（ブルグント王：1314年 - 1347年、神聖ローマ皇帝：1328年 - 1347年） - ヴィッテルスバッハ家
- カール4世（ブルグント王：1346年 - 1378年、神聖ローマ皇帝：1355年 - 1378年） - ルクセンブルク家

1378年、カール4世は国王代理である摂政職の永久授与という形でブルグントの支配権をフランスに譲渡した。これをもってブルグント王国の終焉とするが、ブルグント王位自体は1806年に神聖ローマ帝国が滅亡するまで歴代皇帝が保持した。

## ブルグントの支配者
コンラート及びルドルフ3世のもとで王権は弱体化し、一方でブルグント伯のような地方の貴族が台頭していった。
神聖ローマ皇帝ハインリヒ3世が早期に死んだ後に未亡人アグネスは自分の幼少の息子であるハインリヒ4世の摂政として活動した。アグネスはルドルフ1世をシュヴァーベン大公に任命し、合わせてブルグント全体の支配権を委ねた。しかし、ルドルフ1世が対立王に選出された時、成長したハインリヒ4世は1079年にその力を奪い、ローザンヌとシオン（現在のスイス）の司教領に派遣した。
1127年3月1日にブルゴーニュ伯ギヨーム3世が暗殺されると、ロタール3世はギヨーム3世の母方の叔父でルドルフ1世の外孫であるツェーリンゲン家出身のツェーリンゲン大公コンラート1世の伯領への請求権を支持し、ブルグントの全権を委ねた。 
適当な称号を欠いていたことから、ツェーリンゲン家はブルグント公の地位を得るため自分でブルグントの公及び支配者と名乗った。しかしながら大公家の書記官達は一貫してこの部分を避け、en:rector（ローマ法では地方総督の一般的な概念である）はツェーリンゲン家が統治するユーラ東部に限られるようになった。
ツェーリンゲン家の請求権の強行及び王国の西部及び東部への王権の拡大といった幾つかの試み（その中で最も著名なのは1153年の遠征である）は失敗した。これらの失敗の後、皇帝フリードリヒ1世はブルゴーニュ伯領の相続人であったベアトリス1世と結婚したことにより1156年までに確固たる支配を築いた。この相続は永続的にツェーリンゲン家をユーラとアルル間に限定させることになり、そこで同家は権威を拡大させた。1218年にコンラート1世の孫のベルトルト5世は後継を残すことなく没し、ツェーリンゲン家は断絶した。
この後、ローマ王フリードリヒ2世はツェーリンゲン家の遺領を所有するために、それに見合う称号として息子のハインリヒ7世にブルグントの支配者の称号を与えた。この任命は単に一時的な重要なもので、ハインリヒ7世が1220年4月にローマ王に選ばれるとこの称号は消滅した。またブルグント王国内部での王権の失墜は不可逆であった。